# 波拉里斯 (加利福尼亞州)
波拉里斯（英語：Polaris）是位於美國加利福尼亞州內華達縣的一個非建制地區。該地的面積和人口皆未知。

## 地理
波拉里斯的座標為39°20′21″N 120°08′09″W / 39.33917°N 120.13583°W，而該地的平均海拔高度為1696米（即5695英尺）。